# 吉打河
6°6′24.660″N 100°17′11.112″E / 6.10685000°N 100.28642000°E
吉打河（Kedah River,）是马来西亚吉打州主要河流，从吉打州东部穿越亚罗士打市至吉打港口，再流入马六甲海峡。